# واو الاینس
واو الاینس (انگلیسی: WOW Alliance) شرکت هواپیمایی دانمارکی است، که در سال ۲۰۰۰ تأسیس شد.